# Východní Prusko
Východní Prusko (německy Ostpreußen, polsky Prusy Wschodnie, latinsky Borussia orientalis) je historické území ve střední Evropě, bývalá provincie Pruska, potažmo Německa. Leželo mezi řekami Visla a Němen u pobřeží Baltského moře. Hlavním městem byl Královec (německy Königsberg). Byla to nejvýchodnější a nejodlehlejší německá provincie, vnitrostátně sousedila pouze na západě se Západním Pruskem (do roku 1919), jinak s Ruským impériem; po roce 1919 byla exklávou hraničící s Gdaňskem, Polskem a Litvou.
V meziválečném období mělo téměř 37 000 km² a 2,5 mil. obyvatel. Šlo o (v německém kontextu) málo rozvinutou, hlavně zemědělskou oblast; významný byl chov koní, těžba a zpracování jantaru, rybolov, pěstování obilí a brambor. S koncem druhé světové války roku 1945 provincie zanikla a byla rozdělena mezi Sovětský svaz (dnes ruská Kaliningradská oblast, severních 35 % území) a Polsko (dnes Varmijsko-mazurské vojvodství, zbylých 65 % území). Veškeré německé obyvatelstvo, které tvořilo před válkou asi 80 % místní populace, bylo koncem války evakuováno (operace Hannibal), případně dodatečně vysídleno.

## Geografie

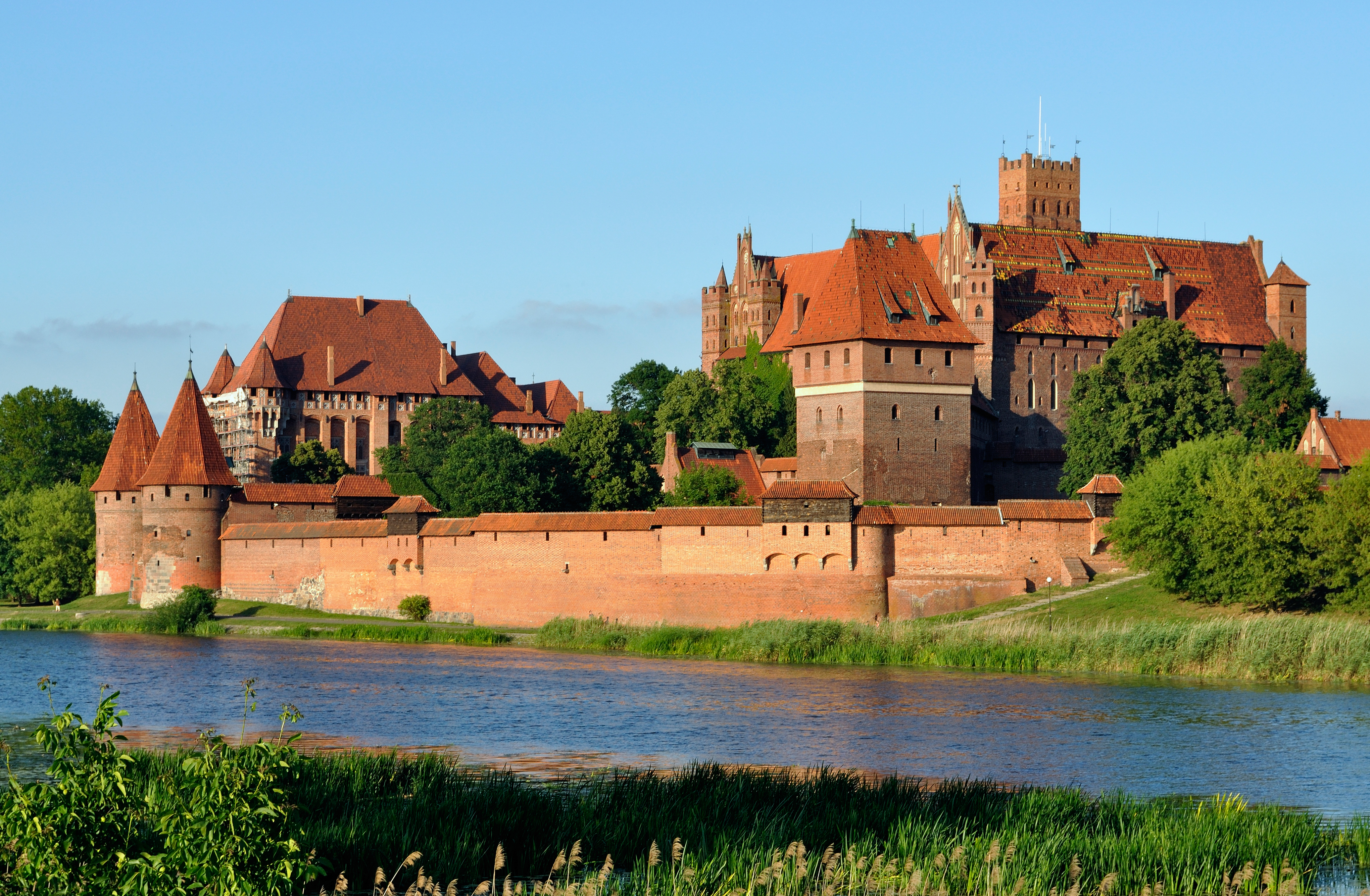
Hrad v Malborku

Severní část (Kaliningradská oblast) se vyznačuje mírně zvlněným nížinným charakterem s morénovými pahorkatinami. Nejvyšší kopce nepřevyšují 230 m n. m. Mezi největší řeky patří Pregola (německy Pregel), protékající Königsbergem, a Němen (Memel), který tvoří přírodní hranici s Litvou. Dále protékají územím menší řeky jako Węgorapa (Angerapp) a Instruč (Inster), které na svém soutoku tvoří právě řeku Pregolu, a Lava (Alle), která je její levý přítok. Na severu se nachází Kurský záliv, který od Baltského moře dělí tzv. Kurská kosa. Jedná se o poloostrov dlouhý cca 100 km a široký jen od 400 m do 3,8 km. Jihovýchodní oblasti jsou hustě zalesněné, převážně borovicovým lesem. Nachází se zde rozsáhlý lesní porost tzv. Romintská vřesoviště (250 km²) a ledovcové Vištyterské jezero. Na západě ční do Baltského moře Sambijský poloostrov, kde se nachází největší světové zásoby jantaru. Jih pobřeží je lemován Viselským zálivem, který je taky od vlastního moře oddělen kosou. V tomto případě se jedná o tzv. Viselskou kosu (délka 60 km, šířka 600 m až 2 km).
Jižní část (Varmijsko-mazurské vojvodství) je taktéž rovinného či zvlněného charakteru a z velké části je pokrytá Mazurskou jezerní plošinou, kde se nachází na 2 700 jezer. Největší z jezer je Śniardwy (Spirdingsee) s plochou 114 km² a Mamry (Mauersee) s rozlohou 104 km². Celé Východní Prusko bylo řídce zalidněno (66,5 obv./km²) a přes 30 % plochy tvořily lesní plochy, což tvořilo ideální podmínky pro zachování životního prostředí pro vlky, soby či zubry.

## Dějiny

### Období Řádu německých rytířů

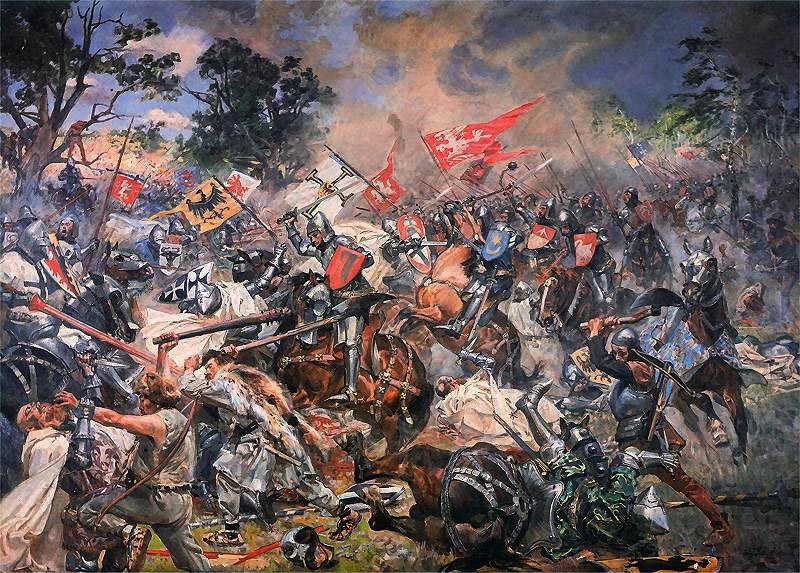
Bitva u Grunwaldu 1410

Prvními obyvateli Východního Pruska byly kmeny Starých Prusů, kteří hovořili západobaltskými jazyky. Jako poslední v Evropě odmítali přijmout křesťanství, a tak byla proti nim zorganizována Pruská křížová výprava (1217–1274). V roce 1226 pozval mazovský kníže Konrád I. Řád německých rytířů, který v roce 1283 Prusy porazil a založil si na území vlastní řádový stát. Z převážně zalesněné a bažinaté země dokázali rytíři postupem doby vytvořit hospodářsky silný a politicky mocný celek. Byly ve velkém budovány cesty a řádové hrady z pálených cihel. V rámci východní kolonizace přišlo mnoho německy mluvících kolonistů. Hlavním sídlem se stal hrad Marienburg (Malbork). Na konci 14. století byla síla Řádu na vrcholu a začal expandovat do sousední Žmudě, což velice nelibě nesli sousední Poláci a Litevci.
Vše se obrátilo po bitvě u Grunwaldu v roce 1410, kdy spojená polsko-litevská vojska drtivě porazila řádové vojsko. Řád se musel vzdát Žmudě a zaplatit vysoké poplatky za propuštění zajatých druhů. Další ranou byla pro rytíře porážka v Třináctileté válce (1454–1466), kdy ztratili výraznou část svého západního území s Gdaňskem, Toruní a Elblagem. Z odtrženého území vznikly pod polskou správou tzv. Královské Prusy (později Západní Prusko). Východní území pod správou Řádu se začalo nazývat Prusy křižáckými (později Východní Prusko). Hlavní sídlo velmistra bylo přesunuto ze ztraceného Marienburgu do Královce. Řádový stát se stal lénem polského krále, což působilo neustálé napětí mezi polským králem a velmistrem Řádu. Poslední velmistr Řádu Albrecht Braniborský vyřešil celou situaci po svém. V roce 1525 přijal luteránskou reformaci, sekularizoval majetek Řádu a z Řádového státu vytvořil vévodství. Jako pruský vévoda pak složil lenní hold polskému králi. Východní Prusko se od té doby nazývalo Prusy vévodské.

### Od vévodství ke království

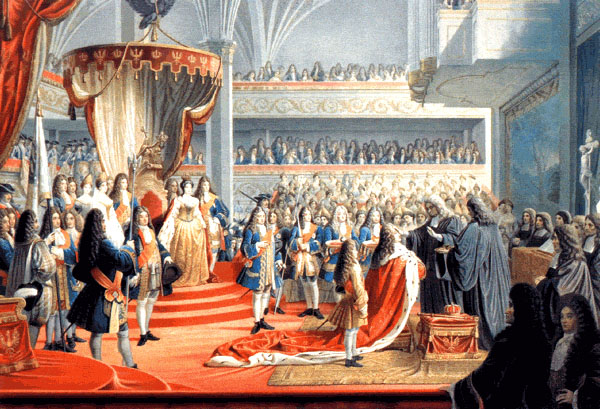
Korunovace Fridricha I. v Královci

Po smrti Albrechta Braniborského nastoupil na trůn jeho syn Albrecht Fridrich, který ale nezanechal potomka. Celé vévodství v roce 1618 zdědil braniborský kurfiřt Jan Zikmund. Vzniklo tzv. Braniborsko-Prusko, kde se pruská část musela podřídit politice kurfiřtů sídlících v Berlíně. O zrušení lenní závislosti Pruského vévodství na Polsku se postaral Fridrich Vilém I. výměnou za podporu Polska ve válkách se Švédskem a Ruskem. Celé lenní vyvázaní bylo oficiálně stvrzeno Olivským mírem v roce 1660.
Syn Fridricha Viléma Fridrich Pruský využil Pruské vévodství k výrazné zvýšení své prestiže. Po kompromisu mezi ním polským králem a císařem Svaté říše římské se prohlásil králem v Prusku. Korunovace proběhla v roce 1701 v Královci a vévodství bylo povýšené na Pruské království. Pruské vévodství sehrálo v celé události klíčovou roli, ale samo se nakonec dostalo na druhu kolej v budoucím dění. Královec ztratil své postavení a veškerá moc se začala koncentrovat v Berlíně. Pro odlišení od dalších částí rozrůstající se pruské říše se oblasti začalo říkat Staré Prusko. V letech 1772–1795 proběhlo trojí dělení Polska, na kterém se Pruské království aktivně podílelo. Ziskem Královských Prus došlo nejen ke spojení celého území v jeden celek (tj. propojení Braniborska se Starým Pruskem), ale Fridrich II. oficiálně získal titul pruský král.

### Východní Prusko jako provincie

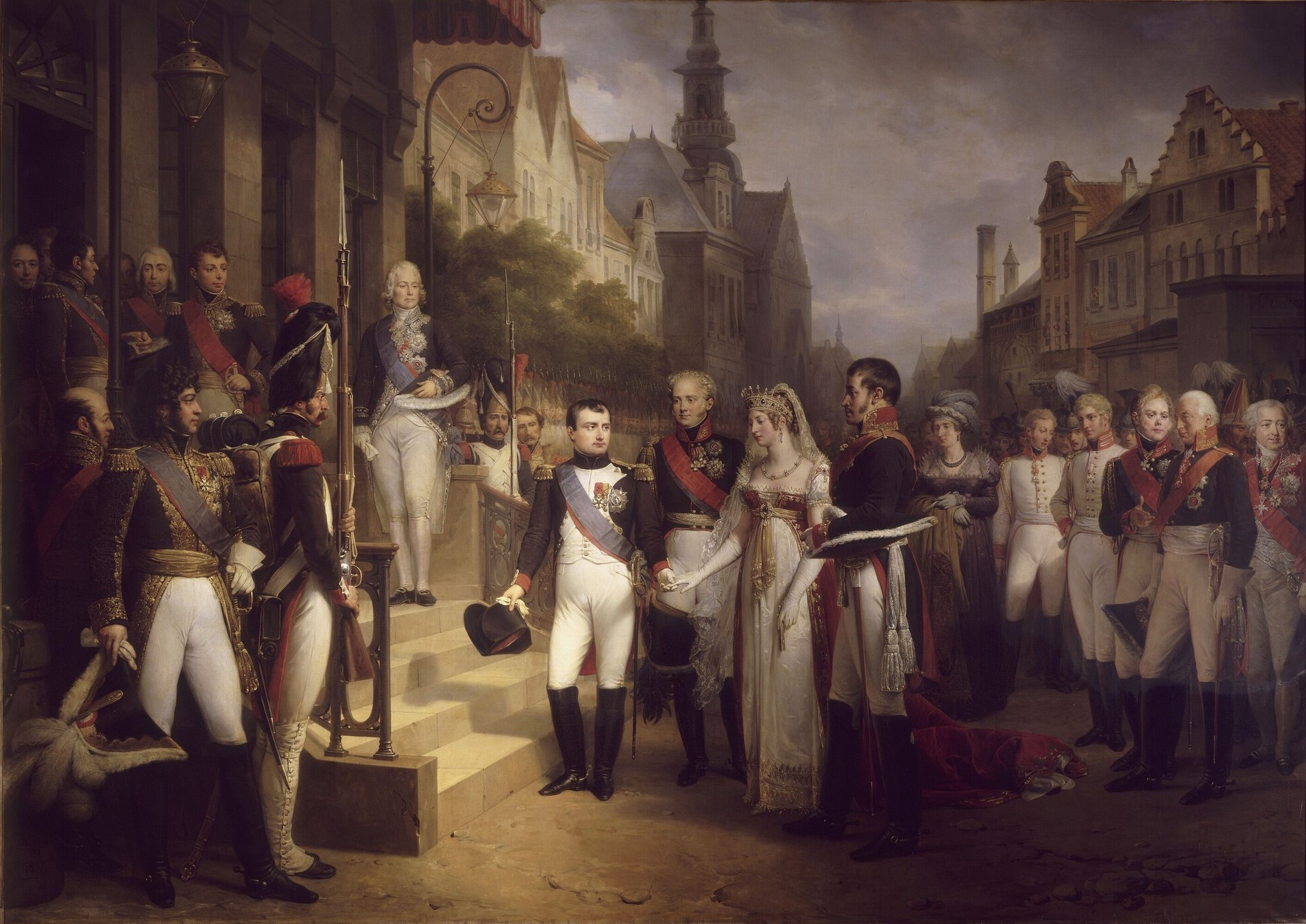
Napoleon, Alexandr I., královna Luisa a Fridrich Vilém III. v Tylži

Po zabrání části polského území došlo k novému administrativním uspořádání v rámci Pruského království. Roku 1772 byla ke Starému Prusku připojena Varmie a celé území se stalo tzv. provincií Východní Prusko. Jeho hranice, až na pár výjimek, vydržela beze změny až do roku 1945. Během napoleonských válek prchl pruský král Fridrich Vilém III. do Východního Pruska a francouzská vojska ho sem pronásledovala. V únoru 1807 se Francouzi střetli se spojeneckými vojsky Pruska a Ruska v bitvě u Jílového (dnešní ruský Bagrationovsk), která byla nejkrvavější bitvou napoleonských válek, vítěze ale nepřinesla. Napoleon porazil prusko-ruská vojska až v červnu 1807 v bitvě u Friedlandu (dnes Pravdinsk). Triumf byl korunován tzv. Tylžským mírem mezi Francií a Ruskem (7. července 1807) a mezi Francií a Pruskem (9. července 1807). Od roku 1824 byly obě pruské provincie spojeny nejdříve personální unií a od roku 1829 došlo ke sloučení úplnému, kdy Západní a Východní Prusko vytvořila provincii Prusko. Opětovné rozdělení se odehrálo v roce 1878. Společně se provincie staly v roce 1871 po německém sjednocení součástí Německé říše. Během průmyslové revoluce na konci 19. století došlo k velké emigraci obyvatel z Východního Pruska na západ, hlavně do oblastí Porúří a Berlína. Odcházeli hlavně mladí lidé, kteří hledali na západě práci v rozvíjejícím se průmyslu. Zatímco v letech 1885–1890 vzrostla populace Berlína o 20 % a Vestfálska o 10 %, v převážně zemědělském Východním Prusku klesla o 0,1 %. Oblast se stala nejřidčeji osídlenou provincií celého Německa.

### První světová válka a její důsledky

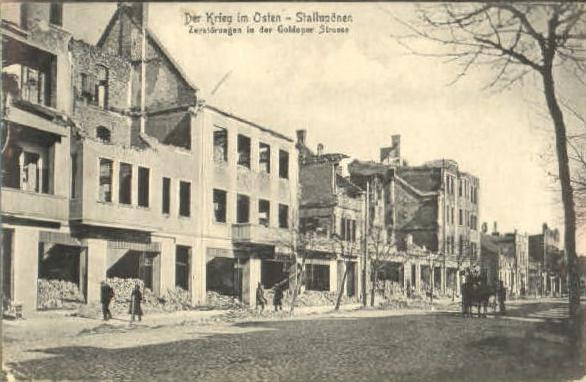
Ruiny v Stallupönenu po bojích v roce 1914

Boje zasáhly oblast Východního Pruska v plné síle, a to hned na jejím začátku. Ruská vojska zaútočila v srpnu 1914 a v bitvě u Gumbinnenu (dnešní Gusev) slavila první velké vítězství. Po porážce začali Němci vážně uvažovat o celkovém stažení svých vojsk z oblasti, ale idea Rusy obsazeného Königsbergu byla absolutně nepřijatelná. Do velení místních vojsk byli dosazeni generálové Ludendorff a Hindenburg, kteří dokázali obrátit celou situaci v německý prospěch. Nejdříve drtivě porazili Rusy v bitvě u Tannenbergu na konci srpna 1914 a následně se po porážce v bitvě u Mazurských jezer v září 1914 carská vojska definitivně z Východního Pruska stáhla.

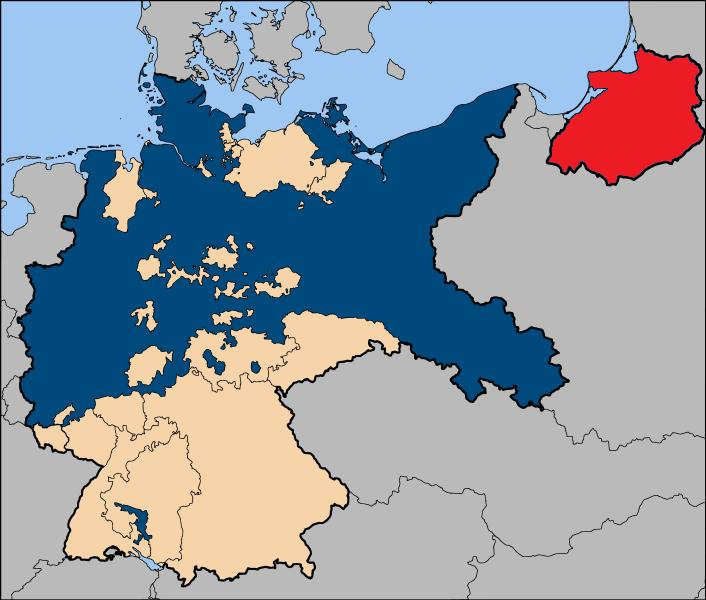
Východní Prusko jako německá exkláva (1920–1938)

Německo první světovou válku nakonec prohrálo a na základě Versailleské smlouvy se mimo jiné muselo vzdát rozsáhlých území na východě ve prospěch Polska. Vyklidilo téměř celé Západní Prusko, z kterého se stal tzv. polský koridor k Baltskému moři. Východní Prusko ztratilo pozemní spojení s vlastním Německem a stala se z něj exkláva. Území na východ od řeky Němen včetně přístavu Memmel bylo jako mandátní území pod správou Společnosti národů. Odtržení Memmelu tvrdě dopadlo na území okolo Tylže, z které se stalo rázem hraniční město bez svého přirozeného hospodářského zázemí. V roce 1923 provedli Litevci v Memmelu převrat a připojili ho k nezávislé Litvě.
Podle Versailleské smlouvy byl vypsán na rok 1920 plebiscit (více: Plebiscit ve Varmii a Mazursku), kde měli obyvatelé jižních převážně polských částí rozhodnout, jestli chtějí zůstat součást Německa nebo se připojit k nově vzniklé Polské republice. Během plebiscitu probíhala Polsko-sovětská válka, ve které Sověti tlačili polské armády až k Varšavě. Ze strachu před sovětskou okupací nakonec hlasovali i místní Poláci pro setrvání v Německu, a tak plebiscit dopadl s výsledkem 96,7 % ve prospěch Německa.

### Období Výmarské republiky

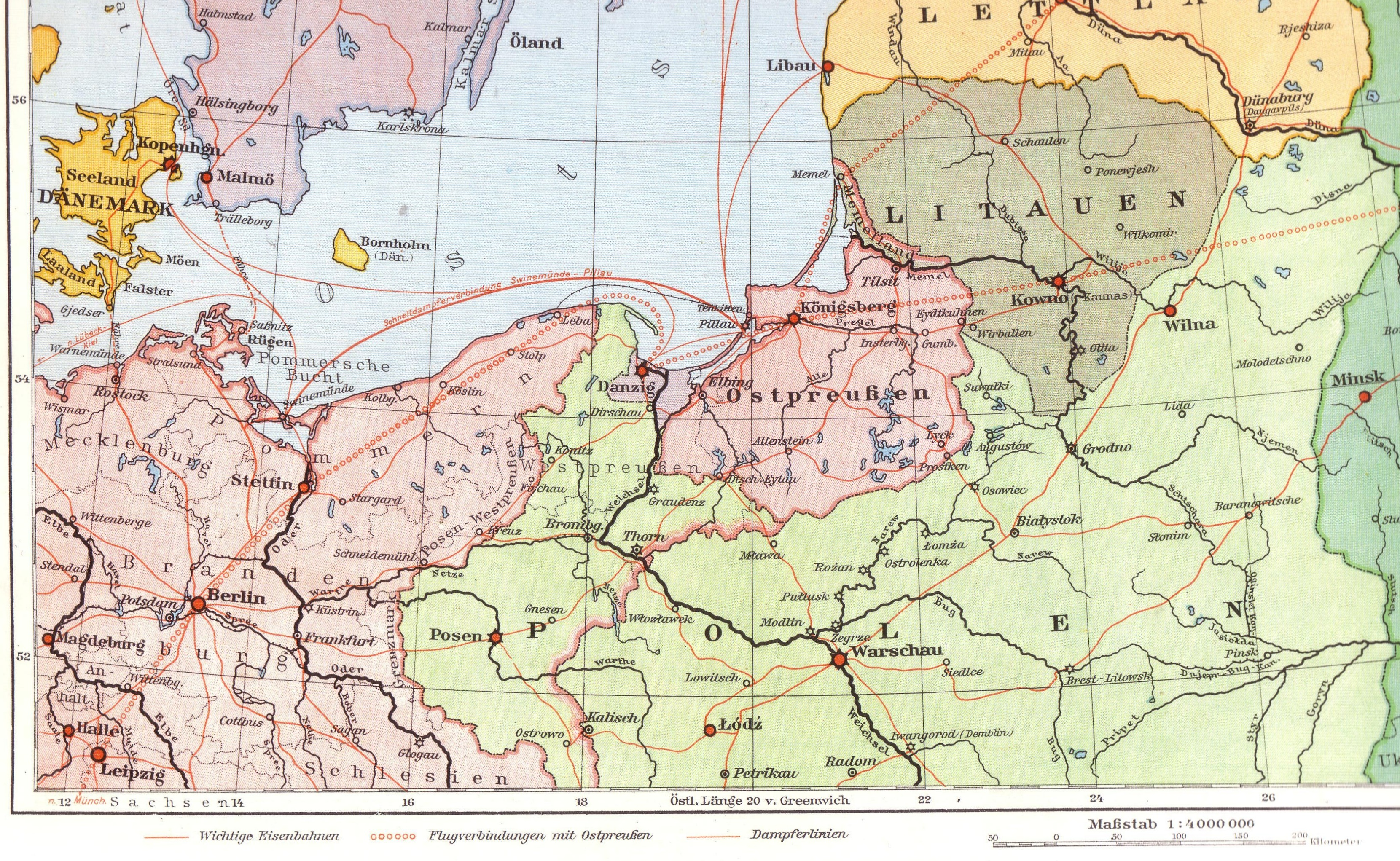
Dopravní cesty spojující provincii s vlastním Německem

Zmenšené Východní Prusko se stalo součástí Svobodného státu Prusko, nejmocnějšího státu v rámci Výmarské republiky. Válečné škody byly zdaleka největší v porovnání s jakoukoliv jinou německou provincií. Celkem 39 měst (např. Stallupönen či Darkehmen ) a na 2 000 vesnic bylo zničeno nebo výrazně poškozeno. Poválečná rekonstrukce, o kterou se z velké části zasloužil východopruský viceprezident Adolf von Batocki, se protáhla až do poloviny 20. let.
Výmarská republika se musela také vypořádat s oddělením své provincie územím Polska. Vlaky, které jezdily před polský koridor, musely být zapečetěné. Silniční doprava podléhala polským vízům a poplatkům za využívání silnic. V roce 1922 byla zřízena Východopruská námořní služba, která se nakonec stala nejefektivnějším dopravním prostředkem mezi Východním Pruskem a zbytkem Německa.
První poválečné volby v roce 1921 v provincii sice vyhráli sociální demokraté s 24,1 %, následováni nacionalisty s 13,4 %. Zbývající volby ale opanovali nacionalistické strany. Jejich úspěch pramenil z nespokojenosti místního obyvatelstva s výsledkem války a oddělení od vlastního Německa, které mělo na místní tvrdé hospodářské dopady. V druhých volbách v roce 1925 vyhrál nacionalistický Pruský blok s 45,6 %, druzí sociální demokraté měli 24,8 %. O 4 roky později opět vyhráli nacionalisté s 31,2 %. Sociální demokraté získali v roce 1929 26,1 % a do parlamentu se poprvé dostala i NSDAP s 4,3 %. Poslední volby v roce 1933 zcela opanovala Hitlerova NSDAP s 58,2 % se spojenci z národně lidové strany s 12,7 %. Sociální demokraté získali 13,6 %. Pravicoví extrémisté získali celkově 67,8 % a po Pomořansku (73,3 %) se stalo Východní Prusko jednou z hlavních Hitlerových bašt.

### Období nacistického Německa

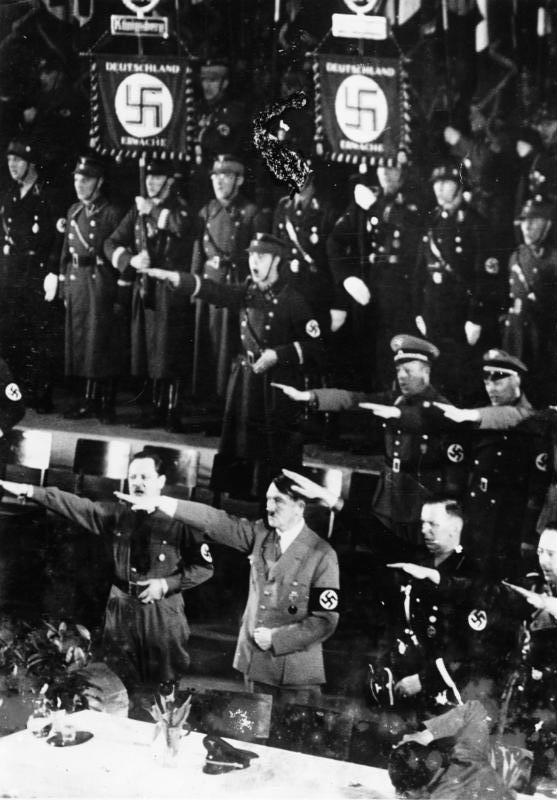
Adolf Hitler a Erich Koch v Königsbergu v roce 1936

V roce 1933 převzali v Německu nacisté moc. Erich Koch se stal v roce 1932 místním regionálním vůdcem (gauleiterem). Pokusil se industrializovat převážně zemědělskou provincii, ale narazil jak na silný odpor místních zemědělců, tak některých členů strany. Podařilo se mu ale prosadit stavbu silnic a zefektivnění zemědělství. V roce 1933 osobně reportoval Hitlerovi, že ve Východním Prusku byla nezaměstnanost způsobená hospodářskou krizí poražena. V roce 1938 došlo k plošnému přejmenování všech měst a vesnic, které neměly dostatečně německý název. Vymizely původní názvy z pruštiny, polštiny a litevštiny (např. Lasdehnen znamenající v pruštině „lískový keř“ dostal jméno Hasselberg, což je doslovný překlad z pruštiny do němčiny).

### Druhá světová válka

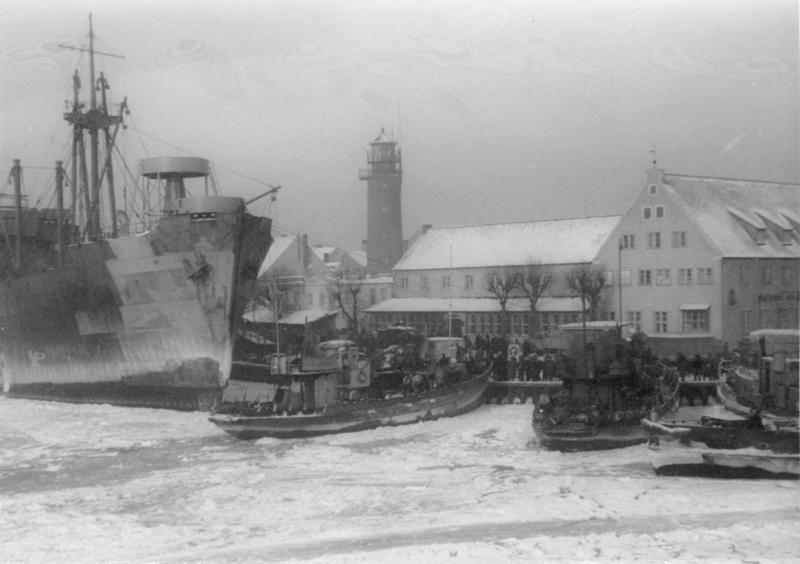
Němečtí uprchlíci se naloďují v přístavu v Pilavě v lednu 1945

Druhá světová válka se provincii vyhýbala až do druhé půlky roku 1944. Britská RAF provedla na konci srpna 1944 dva nálety, které téměř srovnaly Königsberg se zemí. V říjnu 1944 Rudá armáda poprvé od začátku války vstoupila na území Německa. Stalo se tak 18. října 1944 při Baltické operaci. Sověti pronikli až do hloubky 60 km, kde narazili na řeku Angerapp, kterou bylo možno přejít s tanky pouze po betonovém mostě v Nemmersdorfu. Po dobytí mostu zde měl proběhnout tzv. masakr v Nemmersdorfu, kdy sovětští vojáci měli povraždit německé civilisty. Co se skutečně stalo, není jasné, německá propaganda ale využila situace a v novinách a v kinech se začaly objevovat fotky ukřižovaných či znásilněných civilistů. Nacisté doufali, že se obnoví odhodlání německých vojáků bránit Východní Prusko před Rudou armádou. Stal se ale pravý opak. Propukla panika a němečtí civilisté ve velkém utíkali na západ k Baltskému moři.
V lednu 1945 zahájili Sověti Východopruskou operaci a přes houževnatý odpor Wehrmachtu postupovali na Königsberg. Na konci ledna 1945 vyhlásil velkoadmirál Dönitz velkou evakuační operaci (Operace Hannibal), při které bylo po moři z Východního Pruska do severního Německa převezeno přes 350 000 vojáků a až 900 000 civilistů. V květnu 1945 zůstalo ve Východním Prusku pouze 193 000 Němců z původních 2,5 miliónu. Königsberg padl 9. dubna 1945 po třídenní bitvě. Na konci války bylo Východní Prusko v troskách. Válka zanechala všechna velká města v ruinách po bombardování či po urputných ústupových bojích a většina obyvatelstva byla pryč.

### Dějiny po válce
Na Teheránské konferenci z konce roku 1943 bylo rozhodnuto, že východní části Německa připadnou Polsku jako kompenzace za východopolské území (tzv. kresy), které zabral SSSR. Východní Prusko mělo být rozděleno mezi Poláky a Sověty a předběžná hranice měla ležet pár kilometrů na jih od Königsbergu. Nakonec se konečná polsko-sovětská hranice posunula na základě Postupimské konference o 60 km dále na jih. Polská administrativa musela opustit města jako Heiligenbeil či Preußisch Eylau a předat je Sovětům. Mnoho německých civilistů se po válce vrátilo zpátky domů. Podle odhadů na 800 000 Němců žilo ve Východním Prusku v letních měsících roku 1945. Drtivá většina byla do roku 1950 odsunuta do sovětské okupační zóny Německa.

#### Polská část
Hranice dnešního Varmijsko-mazurského vojvodství věrně kopírují jižní hranici bývalého Východního Pruska. Polsko nakonec získalo 65 % území, kde významná polská menšina žila již před válkou. Původní místní Poláci nicméně podle sčítání lidu z roku 1950 tvořili pouze 16 % z celkového obyvatelstva. Přes 20 % připadlo na Poláky, kteří byli přesídleni z východním oblastí (z kresů). Dalších 20 % přišlo ze zničené Varšavy a jejího okolí a celkem 30 % tvořili osadníci z dalších oblastí předválečného Polska. V rámci operace Visla sem bylo přesídleno i na 50 000 Ukrajinců z jihovýchodní části země. Tvořili 10 %. Menšina místních Ukrajinců v roce 2002 stále čítala na 12 000 osob, což je nejvyšší číslo z celého Polska. Mezi roky 1945 a 1947 proběhla plošná polonizace názvů měst a vesnic. V mnoha případech se název pouze upravil na více polsky znějících (např. Zechow → Czechów) a někdy došlo k přeložení německého názvu do polštiny (např. Grünwalde → Zielenica). Byly ale i případy, kdy obec dostala zcela nový název na počest významné osoby či události (např. Rastenburg/Rastembork → Kętrzyn podle polského historika Kętrzyńského).

#### Ruská část
V dubnu 1945 se severní třetina území stala oficiální součástí Sovětského svazu, tzv. Kyonigsbergskaya oblast. Memmel s okolím připadl v dubnu 1948 Sověty ovládané Litvě. V červnu 1946 bylo v oblasti registrováno na 114 tisíc Němců a 40 tisíc sovětských občanů. V červenci 1946 došlo k přejmenování Königsbergu na počest sovětského politika Kalinina na Kaliningrad a oblast oficiálně dostala jméno Kaliningradská. I v sovětské části došlo k plošnému přejmenování všech sídel. Na rozdíl od Poláků ale Sověti opustili německá jména a vytvořili zcela nová. Mnoho měst dostalo jméno na počest sovětských vojáků padlých při bojích ve Východním Prusku (Čerňachovsk, Gurjevsk či Gusev). Další část jmen oslavovala nový politický řád (Sovětsk či Krasnoznamensk čili Rudý prapor) nebo převzala jméno podle místních geografických útvarů (Baltijsk podle moře, Něman podle stejnojmenné řeky). Jména přečkala i pád SSSR a používají se stále.
Do roku 1950 bylo veškeré německé obyvatelstvo vysídleno do Východního Německa a jejich místo zaujali Rusové z centrálních částí Ruska a Povolží, Ukrajinci a Bělorusové. Místní přístavy se staly strategickými kotvišti pro Baltskou flotilu a následně byla oblast uzavřena pro všechny cizince. Ani samotní sovětští občané nemohli do oblasti bez speciální propustky. V roce 1967 došlo na přímý příkaz Leonida Brežněva k demolici zbytků Königsberského hradu a na místě byl vystavěn Dům Sovětů. Po rozpadu SSSR je oblast součástí Ruské federace jako její exkláva.

## Obyvatelstvo

Národnostní složení ve Východním Prusku v roce 1905 (německy)

### Vývoj obyvatelstva v průběhu doby
| Rok       | 1875      | 1880      | 1890      | 1900      | 1910      | 1925      | 1933      | 1939      |
| Obyvatelé | 1 856 421 | 1 933 936 | 1 958 663 | 1 996 626 | 2 064 175 | 2 256 349 | 2 333 301 | 2 488 122 |

### Národnostní složení obyvatelstva
V roce 1824 žilo odhadem ve Východním Prusku 1 080 000 lidí. Většinoví Němci v té době tvořili mírně přes půlku z celkového počtu. Poláci s počtem 280 000 osob (tj. 26 %) žili převážně jižních částech. V okresech Ortelsburg (Szczytno), Johannisburg (Pisz) a Neidenburg (Nidzica) měli dokonce 70 % většinu. Litevci s 200 000 tvořili 19 % obyvatel. Jejich osídlení se koncertovalo na oblast okolo přístavu Memmel (dnešní Klaipeda) a Tylže (Sovětsk) na severovýchodě země, které se následně začalo říkat Malá Litva. Mezi menší minority se řadili Kurové s 20 000 lidmi, žijící na pobřeží Baltského moře a stejně početní Lotyši na východě země. V druhé půlce 19. století byly všechny menšiny vystaveny silné germanizaci, což se promítlo v národnostním složení do výrazné dominance německy mluvících obyvatel. Při sčítání lidu v roce 1905 bylo Němců již 79,5 %, Poláků 14,5 % a Litevců 4,8 %.

### Náboženství
Na území Východního Pruska se mísily vlivy katolíků a protestantů. Řád německých rytířů ve 14. století donesl do oblasti křesťanství. Po sekularizaci Řádového státu v roce 1525 začalo sílit protestantské hnutí. V roce 1817 bylo protestantů 86,5 % (téměř 800 tisíc) a katolíků 13 % (120 tisíc). Mezi další významné náboženské menšiny se řadili Mennonité (864 osob) a Židé (2 389 osob). V roce 1900 byl poměr mezi protestanty a katolíky podobný. Protestantů bylo 85,7 % (1,7 milionu) a katolíků 19,4 % (270 tisíc). K židovskému vyznání se přihlásilo téměř 14 tisíc obyvatel.

### Největší města Východního Pruska
Největší města Východního Pruska podle sčítání obyvatel v roce 1939.
| Pořadí | Město                 | Počet obyvatel 1939 | Současný název | Počet obyvatel 2021 | Nadřazená jednotka            |
| ------ | --------------------- | ------------------- | -------------- | ------------------- | ----------------------------- |
| 1.     | Königsberg (Královec) | 372 000             | Kaliningrad    | 498 260             | Kaliningradská oblast         |
| 2.     | Elbing                | 85 952              | Elbląg         | 117 952             | Varmijsko-mazurské vojvodství |
| 3.     | Tilsit (Tylže)        | 59 105              | Sovětsk        | 38 514              | Kaliningradská oblast         |
| 4.     | Allenstein (Olštýn)   | 50 396              | Olsztyn        | 171 249             | Varmijsko-mazurské vojvodství |
| 5.     | Insterburg            | 48 711              | Čerňachovsk    | 35 375              | Kaliningradská oblast         |
| 6.     | Memel                 | 41 297              | Klaipėda       | 166 861             | Klaipėdský kraj               |
| 7.     | Gumbinnen (Gabin)     | 24 534              | Gusev          | 28 177              | Kaliningradská oblast         |
| 8.     | Braunsberg            | 21 142              | Braniewo       | 16 907              | Varmijsko-mazurské vojvodství |
| 9.     | Rastenburg            | 19 634              | Kętrzyn        | 26 788              | Varmijsko-mazurské vojvodství |
| 10     | Osterode              | 19 519              | Ostróda        | 32 714              | Varmijsko-mazurské vojvodství |

## Hospodářství

### Zemědělství

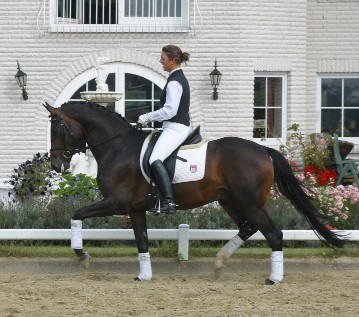
Trakénský kůň

Východní Prusko postrádalo jakékoliv významná naleziště minerálních surovin (uhlí, železná ruda či drahé kovy), takže místní obyvatelstvo se živilo převážně zemědělstvím. Pro pěstování užitkových plodin byly úrodné nížiny mezi řekami Nogat a Memel. Nevýhodou ale bylo relativně chladné počasí. Ovocné stromy začínaly kvést až na konci května a i obilí se sklízelo později. Mezi hlavní plodiny se řadily brambory a žito. Lesnictví zaměstnávalo místní hlavně na východu a jihu provincie.
Na druhou stranu chování domácích zvířat bývalo velice ziskové. Velice rozvinutý byl chod skotu a následné zpracování mléčných výrobků v okolí Tylže. Pochází odtud známý Tylžský sýr. Na jihu se choval dobytek pro maso, a to hlavně hovězí a drůbeží. Největšího věhlasu dosáhly místní hřebčíny. Hřebčín v Trakehmenu (dnes Jasná Poljana) byl nevýznamnějším hřebčínem v celém Německu. Nejznámější zdejší plemeno je trakénský kůň.

### Průmysl
Jedním z mála nerostných surovin nacházejících se v oblasti Východního Pruska byl jantar. Podle odhadů se v okolí Kaliningradu nachází okolo devadesáti procent světových zásob. Jantar se těžil v povrchovém dole u Palmnicken (dnes Jantarnyj) a zpracovával v Königsbergu. Nedostatek uhlí jako zdroje energie byl překážkou pro vznik jakéhokoliv většího výrobního provozu. Nízký sklon řek znemožnil využití vodní energie. Jediné větší výrobny byly loděnice v Königsbergu a stavba železnic v Elbingu. Zbytek výroby se omezoval na zpracování produktů z místního zemědělství a lesnictví. V oblasti bylo mnoho mlýnů, lihovarů, škrobáren a pil. Díky nízkému počtu obyvatel byla většina produktů na vývoz do vlastního Německa.

## Významní rodáci
Královec byl jedním z kulturních center Pruska a měl vyhlášenou univerzitu, kde působili filosofové Immanuel Kant či Johann Gottfried Herder. Dalším proslulým Východoprusem byl spisovatel E. T. A. Hoffmann. Vzpomínkové prózy o životě ve Východním Prusku psal spisovatel Siegfried Lenz.